# 21 (Gracie Abrams)
21 è un singolo della cantautrice statunitense Gracie Abrams, pubblicato il 20 febbraio 2020.

## Tracce
1. 21 – 3:05 (Gracie Abrams, Joel Little, Sarah Aarons)